# KP-SAM Shingung
El KP-SAM Shin-Gung o  Shin-Kung (del idioma coreano: Shinkung ‘proa nueva’) es un misil superficie-aire lanzado desde el hombro de un soldado  .

## Desarrollo
El ejército de Corea del Sur empleaba el misil Mistral, en qué se inspira este diseño. Para reemplazar a misiles MANPADS más antiguos se necesitaba un nuevo misil y a finales de  2005, el KP-SAM Shingung entró en servicio con el Ejército de la República de Corea, después de haber estado en desarrollo cerca de 8 años. El ejército surcoreano ordenó más de 2000 unidades que le serán entregadas en forma progresiva.
El misil está diseñado para batir a las aeronaves enemigas a distancias de hasta 7 km. El misil cuenta con cabeza de localización por emisión de calor y una ojiva de alto poder explosivo. Además cuenta con un sistema de identificación amigo-enemigo y una cámara térmica Samsung para uso nocturno o con mal tiempo. Además de en Corea del Sur también está en servicio en Indonesia, Rumanía lo ha encargado y Perú estuvo a punto de comprarlo. De acuerdo a los coreanos el misil es superior al FIM-92 Stinger o al Mistral en probabilidad de derribo, precio o portabilidad.

## Características
Las características  del misil integran sistemas IFF, capacidades nocturnas y todo tiempo, un buscador (IR/UV) 
buscador infrarrojo  de dos colores  para ayudar a negar las contramedidas infrarrojas (IRCM) y una ojiva con espoleta de proximidad. Durante el desarrollo alcanzó eficacias de un 90% abatiendo blancos.
El sistema puede ser asociado a un radar de vigilancia TPS-830KE. Según algunas fuentes se analizó la tecnología rusa de los misiles Igla para el buscador infrarrojo. Así se contó con la cooperación del Leningrad Optical Mechanical Association (LOMO). Por el contrario las superficies de control, cabeza de guerra y sistema de propulsión son diseños coreanos. El misil puede ser montado en vehículos blindados, de reconocimiento o helicópteros.
Según voceros de la Agency for Defense Development, el misil es superior al FIM-92 Stinger estadounidense o al Mistral francés en probabilidad de derribo, precio o portabilidad. Se le han practicado pruebas de misil en los que el misil Shingung ha derribado blancos volando bajo.

### Armas similares
- FIM-92 Stinger
- Misil Starstreak
- 9K32 Strela-2
- 9K34 Strela-3
- RBS-70
- MBDA Mistral

### Listas relacionadas
- Anexo:Tabla comparativa entre sistemas de defensa aérea portátiles